# Jairzinho
Jair Ventura Filho (Río de Janeiro, 25 de diciembre de 1944), más conocido como Jairzinho, es un exfutbolista brasileño que jugaba de extremo derecho. Sucesor de Garrincha, poseedor de un excelso gambeteo (dribbling) y de un fuerte golpeo con la pierna derecha. Tiene el récord de ser el tercer jugador en anotar en todos los partidos que jugó su país en una Copa Mundial de Fútbol (1970), junto con el uruguayo Ghiggia (1950) y el francés Just Fontaine (1958). Su hijo, Jair Ventura, también fue futbolista.
En el Mundial de Francia 1998, estuvo frente a las pantallas de Radio Caracas Televisión (canal 2 de Venezuela) como narrador y comentarista al lado del famoso locutor deportivo Lázaro Papaíto Candal.

## Biografía

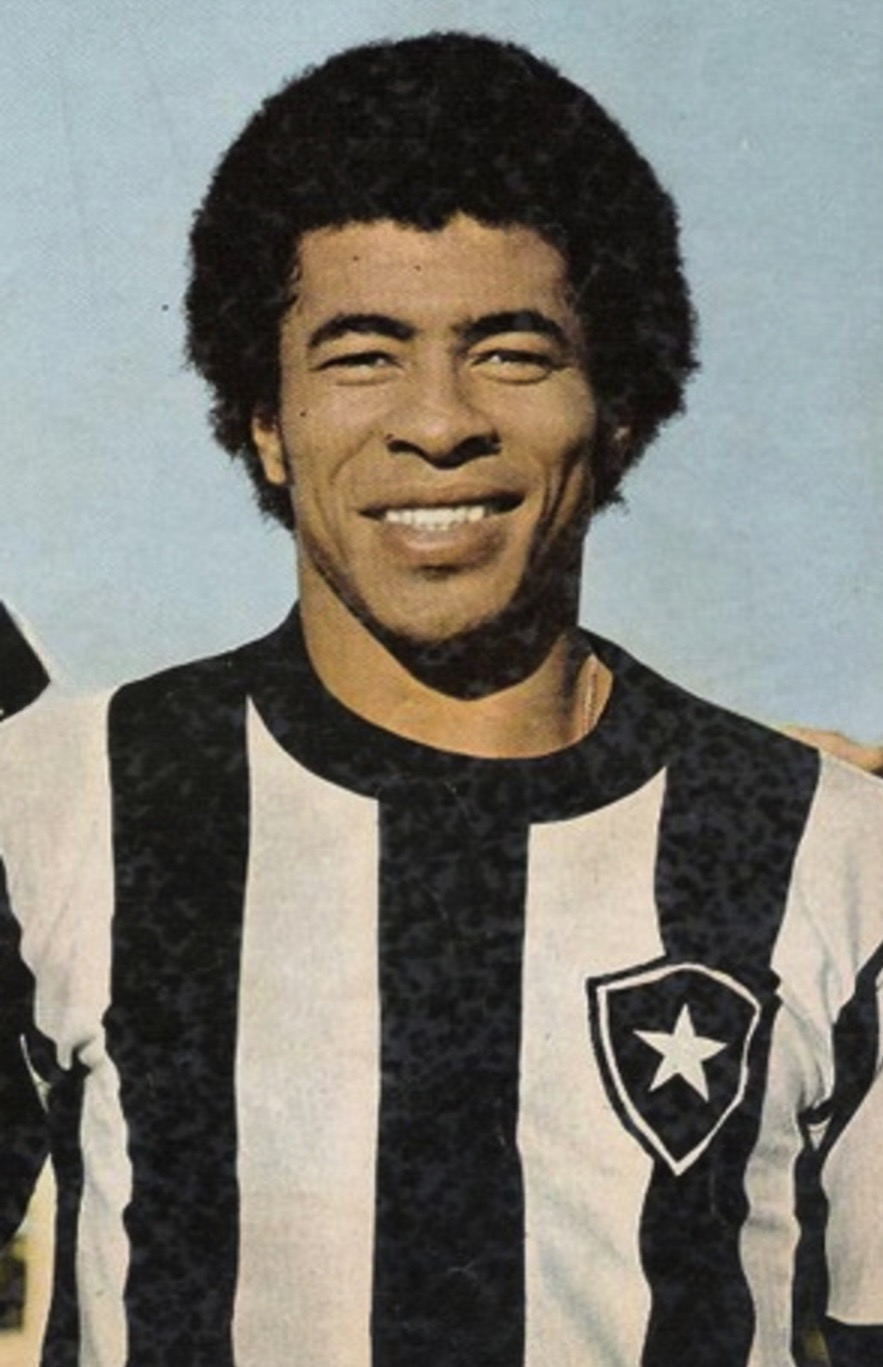
Jairzinho con el Botafogo en 1973

Fue integrante de una de las mejores delanteras brasileñas de todos los tiempos. Sucedió a Garrincha tanto en el Botafogo como en la selección de fútbol de Brasil. Durante su trayectoria deportiva jugó en el Botafogo, con el que conquistó tres campeonatos en categoría juvenil y siete títulos del Campeonato de Río de Janeiro), logró también una liga brasileña y formó parte del gran equipo del Botafogo que logró 3 ediciones consecutivas de la Pequeña Copa del Mundo en 1967, 1968 y 1970, donde venció a equipos como Barcelona, Benfica y Spartak Trnava. Además, jugó en Olympique de Marsella, Cruzeiro (club con el que se proclamó campeón de la Liga de Minas Gerais y se impuso en la Copa Libertadores 1976), Portuguesa Fútbol Club (donde consiguió una Liga venezolana siendo el máximo goleador) y Jorge Wilstermann (donde consiguió dos títulos nacionales y la clasificación para la semifinal por primera vez para un equipo boliviano en la Copa Libertadores de América). 
Tras retirarse de los campos de juego en el A. D. Nueve de Octubre, compró una escuela de fútbol y, entre otros talentos, descubrió a una de las máximas sensaciones del fútbol brasileño: Ronaldo Nazario.

## Carrera como entrenador
Después de retirarse como futbolista, Jairzinho se convirtió en entrenador y dirigió varios equipos juveniles en su Brasil natal. También trabajó en Japón, Arabia Saudita y los Emiratos Árabes Unidos. En 1997, Jairzinho comenzó su primer viaje como director en Europa al ser nombrado entrenador en el Kalamata de la Superliga de Grecia. Fue despedido por malos resultados y su equipo descendió al final de la temporada.
En 2003 fue nombrado entrenador de la selección nacional de Gabón. Sin embargo, fue despedido por la Federación Gabonesa de Fútbol después de una aplastante derrota contra Angola en un partido clasificatorio para la Copa del Mundo de 2006. Quizás su mayor logro como entrenador fue ver a Ronaldo a los catorce años mientras entrenaba al São Cristóvão.

## Selección nacional

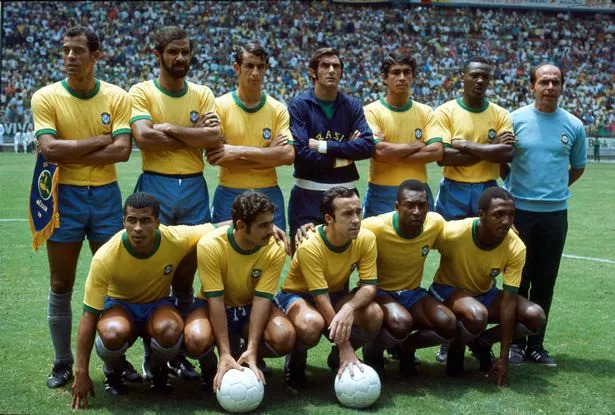
Selección de fútbol de Brasil en 1970

Jairzinho hizo su debut internacional a los diecinueve años en 1964 contra Portugal, cuando Garrincha tuvo dolores de pierna. Jugó en la Copa Mundial de Fútbol de 1966 en Inglaterra. Sin embargo, con Garrincha de vuelta en el equipo, jugó como extremo izquierdo. Jairzinho luchó por ser efectivo en esta posición, especialmente a su corta edad, y no pudo evitar que Brasil saliera de la competencia en la primera ronda. Cuando, tras el torneo, Garrincha anunció su retirada del fútbol internacional, Jairzinho finalmente asumió el papel de ídolo de Brasil en la banda derecha. Jairzinho marcó dos goles de los seis partidos de clasificación para la Copa Mundial de la FIFA 1970.
 

Ahora en su posición favorita, se convirtió en un jugador mucho más efectivo y consistente para su país. En la Copa Mundial de Fútbol de 1970 en México, Jairzinho fue una de las estrellas del torneo. Hizo historia al anotar en todos los partidos que jugó la selección de Brasil, por lo que recibió el epíteto de Furacão da Copa (Huracán de la Copa). Su segundo gol contra Checoslovaquia fue uno de los mejores goles del torneo, completando una increíble carrera en solitario, superando a tres jugadores para desatar un potente tiro rasante para ondular la esquina inferior izquierda.
Jairzinho era un jugador muy fuerte y disfrutó de una Copa del Mundo perfecta. No creo que se le pueda dar menos de un 10 sobre 10. Fue fantástico.
Jairzinho fue nuestra fuerza, nuestra explosividad. Él fue el huracán. El huracán de la copa.
Marcó su séptimo gol del torneo en la victoria de Brasil por 4-1 sobre Italia en la final. Sin embargo, su impresionante cuenta de goles no fue suficiente para ganar la Bota de Oro, que fue para Gerd Müller de Alemania, quien anotó diez goles. Jairzinho ha afirmado que la FIFA le otorgó un premio al «mejor cuerpo del planeta» por su atletismo. Sin embargo, la FIFA no tiene registro de este premio.
Jairzinho anotó dos goles en la Copa Mundial de 1974, que sería su última Copa del Mundo. El partido por el tercer lugar fue su último partido oficial para Brasil. El 3 de marzo de 1982, jugó un partido amistoso de despedida contra Checoslovaquia en un juego en el que Brasil empató 1-1. Marcó treinta y tres goles en ochenta y un partidos durante su carrera internacional.

## Participaciones en Copas del Mundo
| Mundial                        | Sede       | Resultado    | Partidos | Goles |
| ------------------------------ | ---------- | ------------ | -------- | ----- |
| Copa Mundial de Fútbol de 1966 | Inglaterra | Primera fase | 3        | 0     |
| Copa Mundial de Fútbol de 1970 | México     | Campeón      | 6        | 7     |
| Copa Mundial de Fútbol de 1974 | Alemania   | Cuarto lugar | 7        | 2     |

## Clubes

### Como jugador
| Club                    | País      | Año       |
| ----------------------- | --------- | --------- |
| Botafogo F. R.          | Brasil    | 1959-1973 |
| Olympique de Marsella   | Francia   | 1973-1975 |
| Kaizer Chiefs F. C.     | Sudáfrica | 1975      |
| Cruzeiro E. C.          | Brasil    | 1976      |
| Portuguesa F. C.        | Venezuela | 1977      |
| E. C. Noroeste          | Brasil    | 1978-1979 |
| Nacional Fast Clube     | Brasil    | 1979      |
| C. D. Jorge Wilstermann | Bolivia   | 1980-1981 |
| Botafogo F. R.          | Brasil    | 1981-1982 |
| A. D. Nueve de Octubre  | Ecuador   | 1982      |

### Como entrenador
| Club               | País   | Año       |
| ------------------ | ------ | --------- |
| Kalamata F. C.     | Grecia | 1997-1998 |
| Selección de Gabón | Gabón  | 2003-2005 |

## Palmarés

### Campeonatos regionales
| Título               | Club     | Sede           | Año  |
| -------------------- | -------- | -------------- | ---- |
| Torneo Río-São Paulo | Botafogo | Río de Janeiro | 1964 |
| Torneo Río-São Paulo | Botafogo | Río de Janeiro | 1966 |
| Taça Guanabara       | Botafogo | Río de Janeiro | 1967 |
| Campeonato Carioca   | Botafogo | Río de Janeiro | 1967 |
| Campeonato Carioca   | Botafogo | Río de Janeiro | 1968 |
| Taça Guanabara       | Botafogo | Río de Janeiro | 1968 |
| Campeonato Mineiro   | Cruzeiro | Belo Horizonte | 1975 |

### Campeonatos nacionales
| Título           | Club              | Sede      | Año  |
| ---------------- | ----------------- | --------- | ---- |
| Taça Brasil      | Botafogo          | Brasil    | 1968 |
| Primera División | Portuguesa        | Venezuela | 1977 |
| Primera División | Jorge Wilstermann | Bolivia   | 1980 |
| Primera División | Jorge Wilstermann | Bolivia   | 1981 |

### Torneos internacionales
| Título               | Equipo   | Sede      | Año  |
| -------------------- | -------- | --------- | ---- |
| Juegos Panamericanos | Brasil   | São Paulo | 1963 |
| Copa Mundial         | Brasil   | México DF | 1970 |
| Copa Libertadores    | Cruzeiro | Santiago  | 1976 |